# Elezioni suppletive per la Camera dei rappresentanti degli Stati Uniti d'America del 1802
Nel corso del 1802 si tennero elezioni suppletive per la Camera dei rappresentanti per eleggere deputati della Camera nei distretti rimasti vacanti. 

## Risultati

### 2º distretto congressuale del Maryland
Le elezioni suppletive nel 2º distretto congressuale del Maryland si sono tenute il 2 marzo, in seguito alle dimissioni di Richard Sprigg.
| Partito                            | Partito                                               | Candidato                          | Risultati 2 marzo | Risultati 2 marzo |
| Partito                            | Partito                                               | Candidato                          | Voti              | %                 |
| ---------------------------------- | ----------------------------------------------------- | ---------------------------------- | ----------------- | ----------------- |
|                                    | Democratico-Repubblicano                              | Walter Bowie                       | 413               | 100,00            |
|                                    |                                                       |                                    |                   |                   |
| Iscritti                           | Iscritti                                              | Iscritti                           | 413               | 100,00            |
| ↳ Votanti (% su iscritti)          | ↳ Votanti (% su iscritti)                             | ↳ Votanti (% su iscritti)          | 413               | 100,00            |
| ↳ Voti validi (% su votanti)       | ↳ Voti validi (% su votanti)                          | ↳ Voti validi (% su votanti)       | 413               | 100,00            |
| ↳ Schede non valide (% su votanti) | ↳ Schede non valide (% su votanti)                    | ↳ Schede non valide (% su votanti) | 0                 | 0,00              |
| ↳ Astenuti (% su iscritti)         | ↳ Astenuti (% su iscritti)                            | ↳ Astenuti (% su iscritti)         | 0                 | 0,00              |
|                                    |                                                       |                                    |                   |                   |
|                                    | Esito: collegio confermato a Democratico-Repubblicano |                                    |                   |                   |

### 4º distretto congressuale della Carolina del Sud
Le elezioni suppletive nel 4º distretto congressuale della Carolina del Sud si sono tenute il 12 e 13 aprile, in seguito alle dimissioni di Thomas Sumter, eletto come senatore.
| Partito                            | Partito                                               | Candidato                          | Risultati 13 aprile | Risultati 13 aprile |
| Partito                            | Partito                                               | Candidato                          | Voti                | %                   |
| ---------------------------------- | ----------------------------------------------------- | ---------------------------------- | ------------------- | ------------------- |
|                                    | Democratico-Repubblicano                              | Richard Winn                       | 312                 | 98,73               |
|                                    | Indipendente                                          | John Kershaw                       | 4                   | 1,27                |
|                                    |                                                       |                                    |                     |                     |
| Iscritti                           | Iscritti                                              | Iscritti                           | 316                 | 100,00              |
| ↳ Votanti (% su iscritti)          | ↳ Votanti (% su iscritti)                             | ↳ Votanti (% su iscritti)          | 316                 | 100,00              |
| ↳ Voti validi (% su votanti)       | ↳ Voti validi (% su votanti)                          | ↳ Voti validi (% su votanti)       | 316                 | 100,00              |
| ↳ Schede non valide (% su votanti) | ↳ Schede non valide (% su votanti)                    | ↳ Schede non valide (% su votanti) | 0                   | 0,00                |
| ↳ Astenuti (% su iscritti)         | ↳ Astenuti (% su iscritti)                            | ↳ Astenuti (% su iscritti)         | 0                   | 0,00                |
|                                    |                                                       |                                    |                     |                     |
|                                    | Esito: collegio confermato a Democratico-Repubblicano |                                    |                     |                     |

### 4º distretto congressuale del Massachusetts
Le elezioni suppletive nel 12º distretto congressuale del Massachusetts si sono tenute il 29 luglio, in seguito alle dimissioni di Silas Lee, nominato giudice nel Maine.
| Partito                            | Partito                                                         | Candidato                          | Risultati 29 luglio | Risultati 29 luglio |
| Partito                            | Partito                                                         | Candidato                          | Voti                | %                   |
| ---------------------------------- | --------------------------------------------------------------- | ---------------------------------- | ------------------- | ------------------- |
|                                    | Democratico-Repubblicano                                        | Samuel Thatcher                    | 876                 | 59,35               |
|                                    | Democratico-Repubblicano                                        | Martin Kingsley                    | 600                 | 40,65               |
|                                    |                                                                 |                                    |                     |                     |
| Iscritti                           | Iscritti                                                        | Iscritti                           | 1 476               | 100,00              |
| ↳ Votanti (% su iscritti)          | ↳ Votanti (% su iscritti)                                       | ↳ Votanti (% su iscritti)          | 1 476               | 100,00              |
| ↳ Voti validi (% su votanti)       | ↳ Voti validi (% su votanti)                                    | ↳ Voti validi (% su votanti)       | 1 476               | 100,00              |
| ↳ Schede non valide (% su votanti) | ↳ Schede non valide (% su votanti)                              | ↳ Schede non valide (% su votanti) | 0                   | 0,00                |
| ↳ Astenuti (% su iscritti)         | ↳ Astenuti (% su iscritti)                                      | ↳ Astenuti (% su iscritti)         | 0                   | 0,00                |
|                                    |                                                                 |                                    |                     |                     |
|                                    | Esito: collegio passa da Federalista a Democratico-Repubblicano |                                    |                     |                     |

### Distretto congressuale at-large del New Hampshire
Le elezioni suppletive nel distretto congressuale at-large del New Hampshire si sono tenute il 30 agosto, in seguito alle dimissioni di Joseph Peirce.
| Partito                            | Partito                                  | Candidato                          | Risultati 30 agosto | Risultati 30 agosto |
| Partito                            | Partito                                  | Candidato                          | Voti                | %                   |
| ---------------------------------- | ---------------------------------------- | ---------------------------------- | ------------------- | ------------------- |
|                                    | Federalista                              | Samuel Hunt                        | 5 322               | 57,63               |
|                                    | Democratico-Repubblicano                 | Nahum Parker                       | 3 912               | 42,37               |
|                                    |                                          |                                    |                     |                     |
| Iscritti                           | Iscritti                                 | Iscritti                           | 9 531               | 100,00              |
| ↳ Votanti (% su iscritti)          | ↳ Votanti (% su iscritti)                | ↳ Votanti (% su iscritti)          | 9 531               | 100,00              |
| ↳ Voti validi (% su votanti)       | ↳ Voti validi (% su votanti)             | ↳ Voti validi (% su votanti)       | 9 234               | 96,88               |
| ↳ Schede non valide (% su votanti) | ↳ Schede non valide (% su votanti)       | ↳ Schede non valide (% su votanti) | 297                 | 3,12                |
| ↳ Astenuti (% su iscritti)         | ↳ Astenuti (% su iscritti)               | ↳ Astenuti (% su iscritti)         | 0                   | 0,00                |
|                                    |                                          |                                    |                     |                     |
|                                    | Esito: collegio confermato a Federalista |                                    |                     |                     |

### 8º distretto congressuale della Carolina del Nord
Le elezioni suppletive nel 8º distretto congressuale della Carolina del Nord si sono tenute il 15 ottobre, in seguito alla morte di Charles Johnson.
| Partito                            | Partito                                               | Candidato                          | Risultati 15 ottobre | Risultati 15 ottobre |
| Partito                            | Partito                                               | Candidato                          | Voti                 | %                    |
| ---------------------------------- | ----------------------------------------------------- | ---------------------------------- | -------------------- | -------------------- |
|                                    | Democratico-Repubblicano                              | Thomas Wynns                       | 803                  | 57,73                |
|                                    | Democratico-Repubblicano                              | Thomas Johnston                    | 349                  | 25,09                |
|                                    | Democratico-Repubblicano                              | Lemuel Sawyer                      | 239                  | 17,18                |
|                                    |                                                       |                                    |                      |                      |
| Iscritti                           | Iscritti                                              | Iscritti                           | 1 391                | 100,00               |
| ↳ Votanti (% su iscritti)          | ↳ Votanti (% su iscritti)                             | ↳ Votanti (% su iscritti)          | 1 391                | 100,00               |
| ↳ Voti validi (% su votanti)       | ↳ Voti validi (% su votanti)                          | ↳ Voti validi (% su votanti)       | 1 391                | 100,00               |
| ↳ Schede non valide (% su votanti) | ↳ Schede non valide (% su votanti)                    | ↳ Schede non valide (% su votanti) | 0                    | 0,00                 |
| ↳ Astenuti (% su iscritti)         | ↳ Astenuti (% su iscritti)                            | ↳ Astenuti (% su iscritti)         | 0                    | 0,00                 |
|                                    |                                                       |                                    |                      |                      |
|                                    | Esito: collegio confermato a Democratico-Repubblicano |                                    |                      |                      |

## Riepilogo
| Dat        | Stato             | Collegio | Parlamentare uscente | Partito                  | Parlamentare eletto | Partito                  |
| ---------- | ----------------- | -------- | -------------------- | ------------------------ | ------------------- | ------------------------ |
| 2 marzo    | Maryland          | 2°       | Richard Sprigg       | Democratico-Repubblicano | Walter Bowie        | Democratico-Repubblicano |
| 5 aprile   | Georgia           | At-large | Benjamin Taliaferro  | Democratico-Repubblicano | David Meriwether    | Democratico-Repubblicano |
| 13 aprile  | Carolina del Sud  | 4°       | Thomas Sumter        | Democratico-Repubblicano | Richard Winn        | Democratico-Repubblicano |
| 29 luglio  | Massachusetts     | 12°      | Silas Lee            | Federalista              | Samuel Thatcher     | Democratico-Repubblicano |
| 30 agosto  | New Hampshire     | At-large | Joseph Peirce        | Federalista              | Samuel Hunt         | Federalista              |
| 15 ottobre | Carolina del Nord | 8°       | Charles Johnson      | Democratico-Repubblicano | Thomas Wynns        | Democratico-Repubblicano |